# 戸室政勝
戸室 政勝（とむろ まさかつ、1981年10月8日 - ）は、日本の俳優、ダンサー、歌手。神奈川県出身。ストリートダンススクール「T・M・J」主宰。

## 出演作品

### 舞台
- BOYS BE ALIVE TRY AGAIN
- 二十四の瞳
- 青い鳥
- 小公子
- クリスマスキャロル
- 銀河鉄道の夜
- 母を訪ねて三千里
- RENT（2008年）
- ブラッド・ブラザーズ（2009年）
- RENT（2010年）
- ピンクスパイダー（2011年）
- CLUB PSYENCE 2011 〜夏祭りだよ！ ヤッチャッテ！（2011年）
- ボニー&クライド（2012年）
- CLUB PSYENCE2012（2012年）
- ウィズ〜オズの魔法使い〜（2015年）

### その他
- ストリートダンスコンテスト 優勝・最優秀個人賞
- ダンスステージ「THROBBING」
- 米倉利紀コンサート「back in town」ツアーコーラス参加
- RESTART（2011年） - レコーディング参加